# 同棲
同棲（どうせい）は、一つの家に一緒に住むこと。一般に結婚していない人が共に生活することを指すことが多いが、その概念規定は多様である。

## 解説
日本の法制度上では、結婚していない（相思相愛の関係にある）男女が、同一の住居に共同生活を送っている状態のなかで、同一世帯に属するなどの条件によって、社会的に結婚関係として認知される「内縁関係」ないし「事実婚」と見なされるが、同棲はその社会的条件に至っていない状態を指す。また、ゲイ・レズビアンといった同性同士のカップルの同居には法制度上の保護が無いため、養子縁組をした場合を除いて同棲として扱われる。
ヨーロッパなどでは、結婚せずに同棲のみするカップルが増えている。その背景となるものとして、既成の結婚観を規定していた宗教の影響力が低下したこと、避妊技術の向上、性役割の変化などが考えられている。
日本では同棲は合法であるが、世界に目を向けた場合、たとえばアメリカのいくつかの州では法律によって禁止されている。

## スウェーデンにおける同棲
たとえば、生まれた子供に対する養育義務は双方にある一方、財産権は別個のままであり、破局しても分与はされない。
この制度が1988年に施行されたあと、出生率は上昇したと言われている。最近では、サルボ (Saerbo) というのもある。これは平日は一緒に暮らしておらず、週末だけ一緒に過ごすというもの。